# Volskere
Volskere var en italisk stamme, kendt i historien fra det første århundrede af den Romerske Republik. På det tidspunkt beboede de det delvist bakkede, delvist sumpede område i den sydlige del af Latium – afgrænset af aurunkerne og samnitterne mod syd, hernikerne mod øst. Det strakte sig omtrent fra byerne Norba og Cora i nord til Antium i syd. Som rivaler til Rom i flere hundrede år blev deres territorier overtaget og assimileret ind i den voksende Republik i 304 f.Kr. Roms første kejser Augustus var af volskisk afstamning.

## Yderligere læsning
- Coarelli, Filippo. "Roma, i Volsci e il Lazio antico". I: Crise et transformation des sociétés archaïques de l'Italie antique au Ve siècle av. JC . I: Actes de la table ronde de Rome (19-21 novembre 1987). Rom: École Française de Rome, 1990. pp. 135-154. (Publications de l'École française de Rome, 137) [www.persee.fr/doc/efr_0000-0000_1990_act_137_1_3901]